# Laicismo en Israel
El laicismo en Israel muestra como se relacionan asuntos de religión y de estado dentro del país. 
El laicismo se identifica como al menos uno de los siguientes rasgos: indiferencia, rechazo o exclusión tanto de la religión como de la consideración religiosa.
Cuando Israel se estableció como estado en 1948, se formó una identidad judía nueva y diferente para la población israelí recién creada. Esta población estaba definida por la cultura israelí y el idioma hebreo, su experiencia con el Holocausto y la necesidad de unirse contra el conflicto con los vecinos hostiles en el Medio Oriente y no es una identidad con la cual los judíos fuera de Israel puedan identificarse fácilmente.

## Separación entre religión y estado
Cuando la idea del sionismo político fue introducida por Theodor Herzl, su idea era que Israel sería un estado laico no influenciado en absoluto por la religión. Cuando David Ben-Gurión fundó el estado de Israel puso a líderes religiosos junto a judíos laicos en el gobierno. Sin embargo hoy muchos israelíes occidentalizados se sienten constreñidos por las estrictas sanciones religiosas que se les imponen. Muchas empresas cierran en Shabat: desde las de transporte público (incluida la principal aerolínea del país) hasta las de hostelería.

### Políticas controladas por líderes religiosos
Para formar un matrimonio legal en Israel, una pareja judía tiene que estar casada por un rabino y si una pareja desea divorciarse, deben buscar consejo rabínico. Dado que muchos israelíes laicos encuentran esto absurdo, a menudo se van al extranjero para casarse, frecuentemente en Chipre. Los matrimonios oficiados en el extranjero se reconocen como matrimonios oficiales en Israel.
Además, toda la comida en las bases del ejército y cafeterías de los edificios del gobierno tiene que ser kosher a pesar de que la mayoría de los israelíes no siguen estas leyes en sus dietas.

### Influencias religiosas en política
Muchos símbolos religiosos han usurpado los símbolos nacionales israelíes. Por ejemplo, la bandera del país es similar a un talit o chal de oración, con sus rayas azules. El escudo de armas nacional muestra la menorá. El himno nacional israelí incluye referencias a la religión: "Mientras el espíritu judío anhela" y "la esperanza de los dos mil años" son líneas en el himno, "Hatikva" ("La esperanza").

## Diferencias entre la población judía
La población judía de Israel se puede dividir, aunque imperfectamente, en tres grupos: ortodoxo, tradicional y laico. El grupo más grande es el del judaísmo laico, que compone el 41,4% de la población judía, seguido por el judaísmo tradicional que representa el 38,5% de la población, con el 20% restante poblado por ortodoxos y ultraortodoxos. Se estima, por otra parte, que los movimientos reformistas y conservadores representan el 7,6% de la población judía, una tasa significativamente menor en comparación con la diáspora judía.

### Judaísmo laico
Los judíos laicos de Israel se identifican como judíos, sirven en el ejército, celebran festividades judías (generalmente no en estricta conformidad con la ley judía) y hablan hebreo. Esta parte de la población representa el 41,4% de la población judía. Son en gran parte partidarios del Partido Laborista Israelí y de un estado sionista laico. Muchos israelíes seculares se identifican como judíos, pero la religión es solo un aspecto de su identidad. Incluso muchos judíos laicos practican ciertos aspectos de la religión, como tener un Séder de Pésaj o ayunar durante Yom Kippur. No es raro ver a una familia laica encender velas de Shabat, decir las bendiciones sobre la comida y el vino, tener una cena de Shabat juntos y luego que los padres suban a su automóvil y lleven a sus hijos al cine.

### Judaísmo conservador
Los judíos masortíes, conservadores o tradicionales constituyen el 38,5% de la población judía en Israel, el segundo grupo más grande. Muchos de estos "judíos tradicionales" difieren de los ortodoxos solo porque conducen en sábado, usan electricidad, ven la televisión o van a ver un partido de fútbol o a la playa, frecuentemente después de asistir a servicios religiosos en la mañana y la noche anterior. Muchos de los hombres se enrollan la filacteria cada mañana y cubren el espectro de observancia religiosa. Lo compartido en todos es que están comprometidos con un componente religioso importante en la definición de su judeidad y el carácter judío del estado de Israel. Los judíos tradicionales constituyen la mayor parte del partido político Likud.

### Judaísmo ortodoxo y ultraortodoxo
El 19,9% de la población judía se identifica como ortodoxa ("dati") u ultra-ortodoxa. La mayoría de los ortodoxos y algunos ultraortodoxos creen que el nacionalismo sionista laico y el judaísmo pueden trabajar y vivir juntos con éxito en Israel. Políticamente se alinean con el Partido Religioso Nacional, el Partido Morasha y los dos Rabinos Jefes designados por el estado. Los ultraortodoxos Jaredíes son la parte más pequeña de la población, representando solo el 8,2% de los judíos que viven en Israel. Los Jaredíes tienden a vivir en sus propias comunidades y de acuerdo con la ley judía siguiendo los códigos morales y de vestimenta transmitidos por los antepasados. Esta parte de la población a menudo se ve con sombreros negros o yarmulkes y algunas sectas hasídicas están relacionadas con las sectas jasídicas en Estados Unidos.

## Según la ubicación
En Israel, ciertas ciudades y regiones son conocidas por ser especialmente laicas o religiosas. Tel Aviv, la ciudad portuaria, por ejemplo, es un ejemplo directo de ciudad laica. Es muy cosmopolita con modernos hoteles, boutiques, cafeterías y música a gran volumen, con bares y clubes nocturnos abiertos hasta el amanecer incluso en Shabat. Las personas no judías y laicas por igual se sienten muy cómodas allí debido a la falta de orientación religiosa. Es considerada una de las ciudades más importantes del mundo.

## Discriminación
Desde noviembre de 2012, judíos laicos y ortodoxos compiten por apartamentos en Harish, ciudad que se está construyendo planificadamente para una población de unos 100.000 habitantes en el distrito de Haifa, después de que un tribunal dictaminara que el organismo de Administración de Tierras de Israel (ILA), que gestiona el espacio público habitable del país, no podía discriminar entre ellos.
Por otra parte, funcionarios del Ayuntamiento de Jerusalén han alegado que el Ministerio de Vivienda había trabajado con la ILA para favorecer la adquisición de vivienda para la población ultraortodoxa en el área de Ramot en Jerusalén.

### Accesos públicos

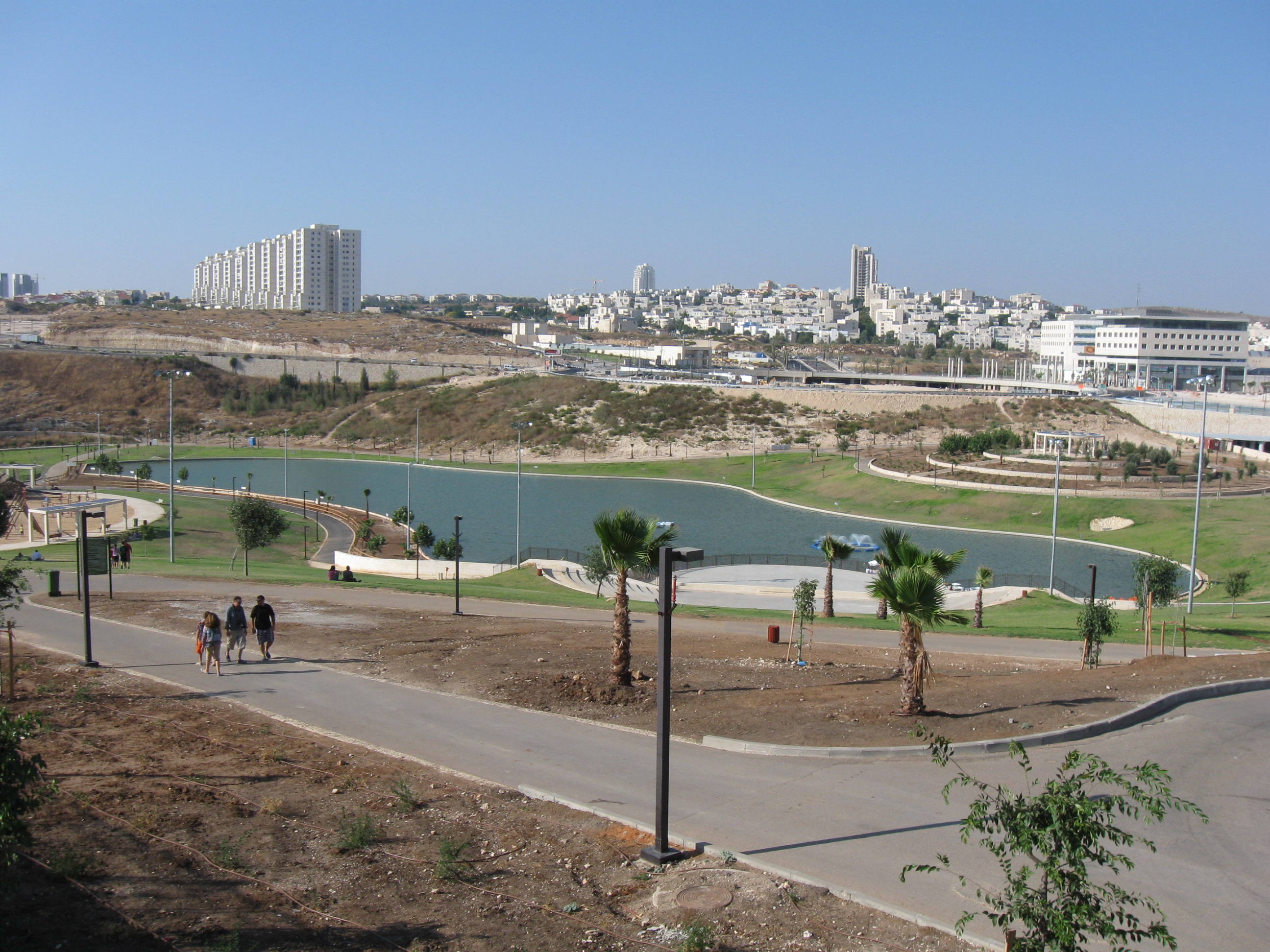
Parque Anaba en Modi'in

La Asociación para los Derechos Civiles en Israel ha pedido al alcalde de Modi'in que revoque la restricción de la entrada "solo para residentes" al Parque Anaba durante las festividades y vacaciones de verano, considerando que es una discriminación contra la población ultraortodoxa de la ciudad vecina de Modi'in Illit. El municipio, de aproximadamente 80.000 habitantes, es predominantemente laico.
Esta regulación "solo para residentes" ha sido vista como una respuesta a las amenazas de los ultraortodoxos para impedir la entrada a visitantes laicos a un sitio patrimonial en Modi'in Illit.

## Como miembro de Naciones Unidas
En 1949 Israel se convirtió en parte de las Naciones Unidas. Cuando un estado se convierte en parte de las Naciones Unidas, el estado adopta la Declaración Universal de los Derechos Humanos. En la Declaración, hay muchas instancias que reflejan la necesidad de un país de libertad religiosa. El Preámbulo de la Declaración establece que es "un estándar común de logros para todos los pueblos y todas las naciones". En la Declaración, tanto los artículos 2 como 18 hacen referencia a la libertad de religión. En el artículo 2, declara que todos tienen derecho a todos los derechos sin distinción, como la religión. El artículo 18 establece que toda persona tiene derecho a la libertad de pensamiento, conciencia y religión y tiene derecho a mostrar su religión en la enseñanza, la práctica, el culto y la observancia.